# Goethella asulcata
Goethella asulcata är en stekelart som beskrevs av Girault 1928. Goethella asulcata ingår i släktet Goethella och familjen finglanssteklar. Inga underarter finns listade i Catalogue of Life.